# Tanítók Háza (Kolozsvár)

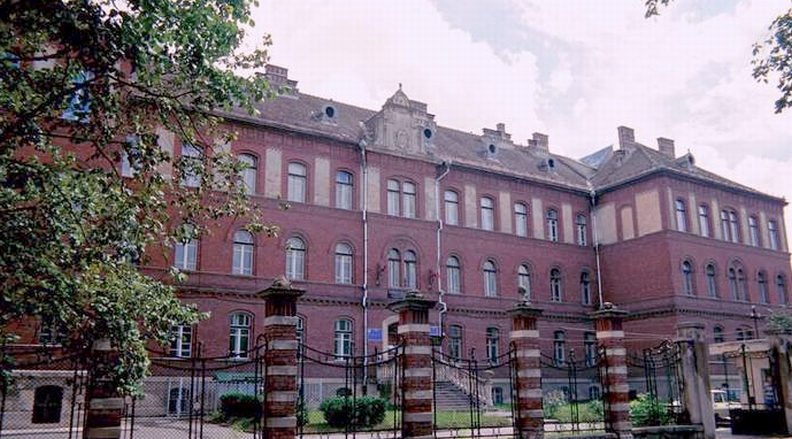
A Tanítók Háza északról 2004-ben

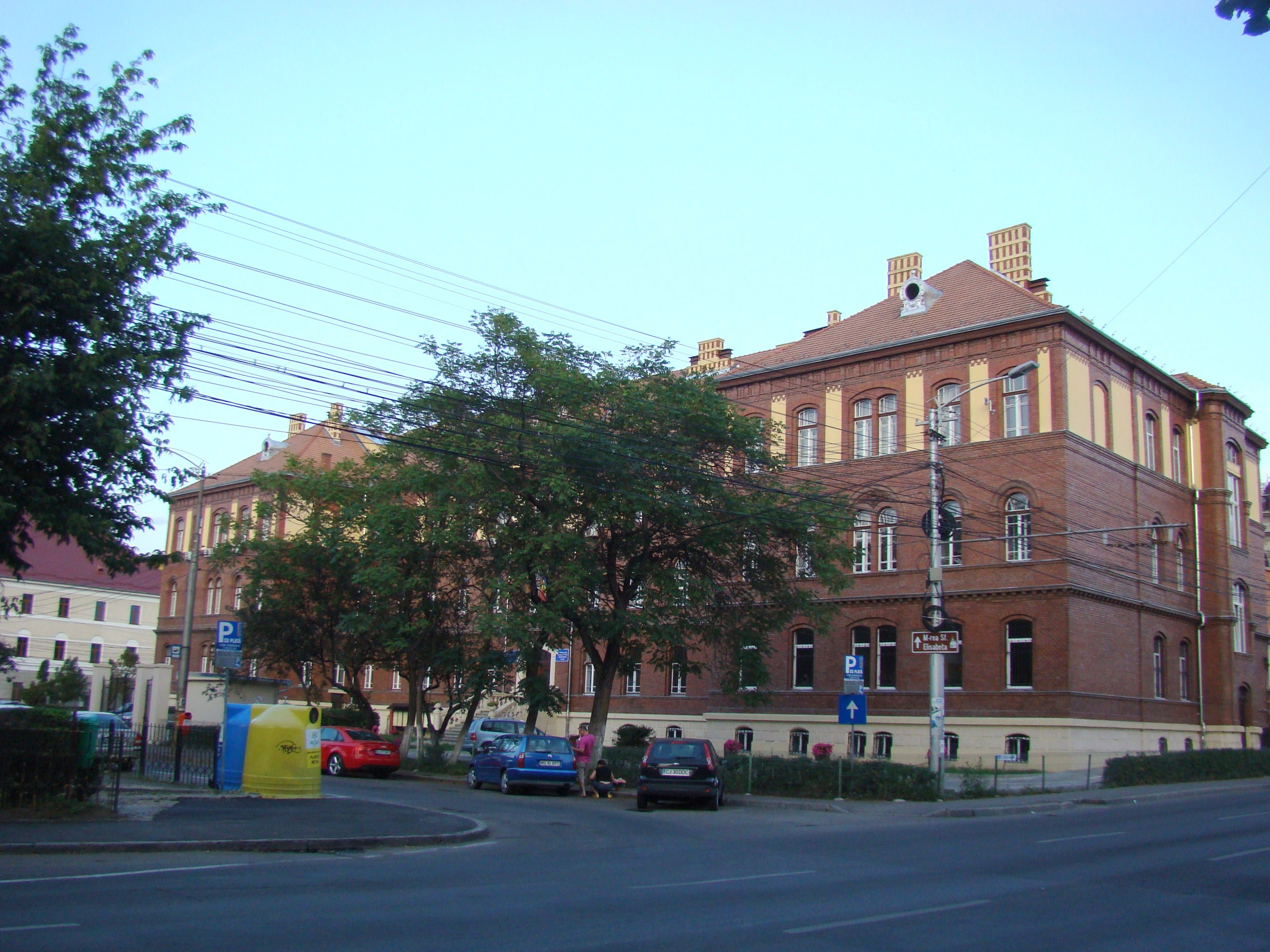
A Tanítók Háza északról 2007-ben (a kerítés lebontása után)

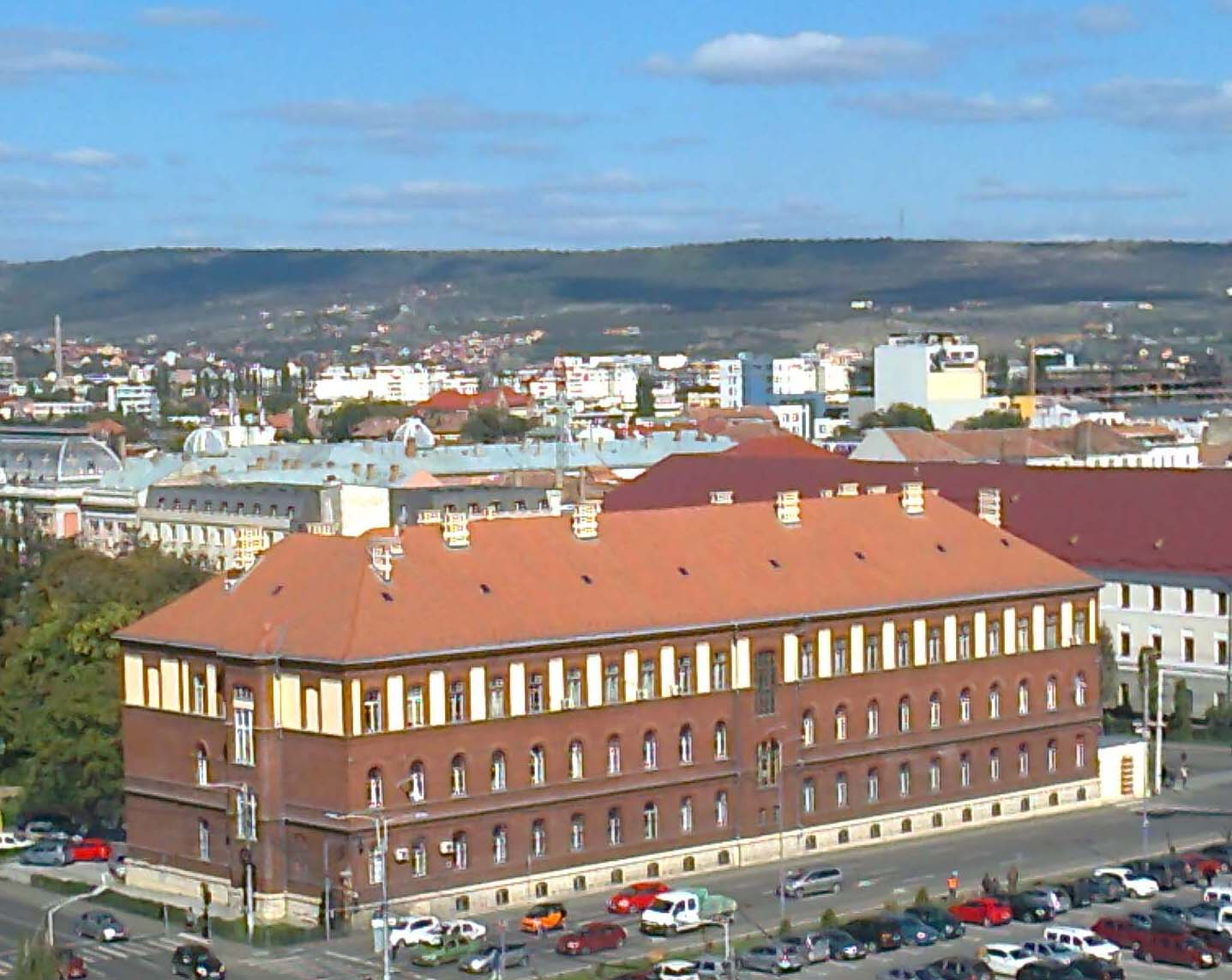
A Tanítók Háza délről 2013-ban

A kolozsvári Tanítók Háza a Lucian Blaga Nemzeti Színház mögött található, 20. század eleji épület. 1902-1903-ban, Herczegh Zsigmond és Baumgarten Sándor tervei alapján épült. A telken előtte a „Bormérés a két ágyúhaz” nevű kétes hírű kocsma állt, csavargók és zsebmetszők tanyája. (A -haz „a” hangja a kolozsvári népnyelvet tükrözi). A Tanítók Háza eredeti rendeltetése szerint a tanítóképzők növendékei, illetve a tanítók gyermekei számára volt kollégium. A házat, amely 49 szobájában 98 fiatalnak nyújtott szállást, 1904. szeptember 30-án avatták fel Berzeviczy Albert közoktatásügyi miniszter jelenlétében. Első gondnoka 1904 és 1912 között az unitárius pedagógus, művelődésszervező, akadémikus Kozma Ferenc volt. 
1918. december 1-jétől a Székely Hadosztály  parancsnoksága a hadikórház részére lefoglalt Tanítók Házában működött. A második világháború után az épületben az egyetem közgazdasági kara működött. Egy ideig kollégiumként is működött. 1975-től húsz éven keresztül az épület fölszintjén volt az egyetem számítóközpontja (az egykori étkezde helyén), 1983-tól 2002-ig az első emeleten működött a matematika kar informatika tanszéke, itt volt néhány laboratórium és előadóterem is.
1990-ben a Kolozs megyei tanfelügyelőség költözött ide, és 2019-ig használta. 2008-ban az egyetem környezetvédelmi kara is itt működött. 
Az épület vörös téglából készült kerítését 2004-ben lebontották.